# Ассоциация мёртвых людей
Ассоциация мёртвых людей (хинди उत्तर प्रदेश मृतक संघ, Уттар Прадеш мритак сангх) — общественная организация в индийском штате Уттар-Прадеш. Цель её деятельности — защита прав граждан Индии, которых коррумпированные власти оформили умершими с целью получить взятки за незаконную передачу их земель наследникам.
Штат Уттар-Прадеш — один из самых густонаселённых в стране (более 200 млн человек). Местные чиновники использовали мошенническую схему: на хозяина какого-либо земельного участка оформлялось подложное свидетельство о смерти, после чего его надел передавался его родственникам-взяткодателям. В результате массового применения подобной схемы множество жителей штата оказались юридически мёртвыми, а значит, утратили все гражданские права. Процесс отмены «юридической смерти» был затруднён множеством бюрократических препон.
Основатель ассоциации Лал Бихари добивался своего права быть причисленным к живым почти 20 лет: с 1976 по 1994 год. Всё это время он не мог использовать даже собственную фамилию и подписывался просто «Мритак» («Мёртвый»). Несмотря на то, что он числился умершим, его жене было отказано в получении социального пособия как вдове. В 2003 году его деятельность по защите прав «мертвецов» была удостоена Шнобелевской премии с формулировкой:

«за то, что он вёл активную жизнь после того, как был официально объявлен мёртвым; провёл посмертную кампанию против бюрократизма и жадных родственников; учредил „Ассоциацию мёртвых людей“».
Оригинальный текст (англ.)«…for leading an active life even though he has been declared legally dead; Second, for waging a lively posthumous campaign against bureaucratic inertia and greedy relatives; and Third, for creating the Association of Dead People».